# Подольская улица (Хмельницкий)
Подольская улица (укр. Подільська) — улица в центральной части города Хмельницкий, Украина.

## Расположение
Проходит от улицы Шестакова до Староконстантиновского шоссе.
Протяжённость улицы около 2100 метров.

## История

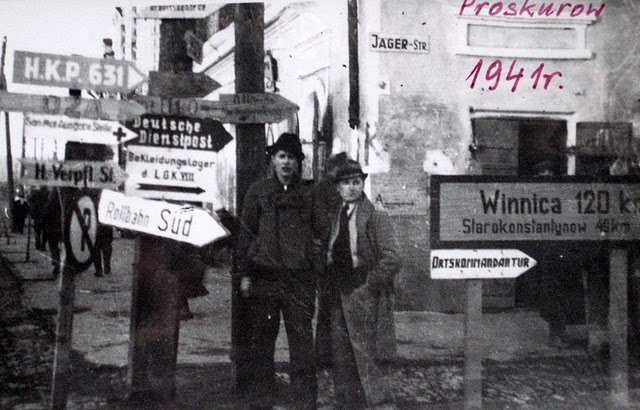
Оккупированный немцами Проскуров (перекрёсток улиц Каменецкой и Подольской)

Ближняя к центру часть улицы проложена согласно плану застройки города от 1824 года, вторая половина (от ул. Свободы) проложена после 1888 года.
Первое название улицы — Купеческая. В 1921 году улице присвоили имя Карла Маркса. С 1941 по 1944 год город был оккупирован немецкими войсками и улица в это время носила название — нем. Jager StraßeJager Straße . После освобождения города от захватчиков вернулось довоенное название — Карла Маркса. В 1991 году улицу переименовали в Подольскую.
Выдающимся сооружением улицы принято считать здание бывшей пожарной команды (так называемая «каланча»), построенное в 1954 году — ныне кинотеатр «Планета» (Подольская, 39). Силуэт здания напоминает древние ратуши и стал одним из архитектурных символов Хмельницкого. В 2004 году на башне «каланчи» были установлены музыкальные часы.
На улице расположена городская поликлиника № 1, где работала почётный гражданин Хмельницкого Царькова Дагмара Вильгельмовна.

## Высотные дома
Высотные дома улицы:
- Подольская, 26. 16-этажный дом с магазином «Книжный Мир». Построен в 1978 году за 24 дня.
- Подольская, 58 «Октант». 16-ти этажный дом-долгострой. Строительство началось в 2006-м и длится более 10 лет.

Проекты:
- Подольская, 123 ЖК «Grand Palace». В планах застройки квартала есть также проект строительства 18-ти этажного дома на пересечении улиц Подольской и Свободы. В настоящее время проводится отселение жителей и снос домов.

## Галерея

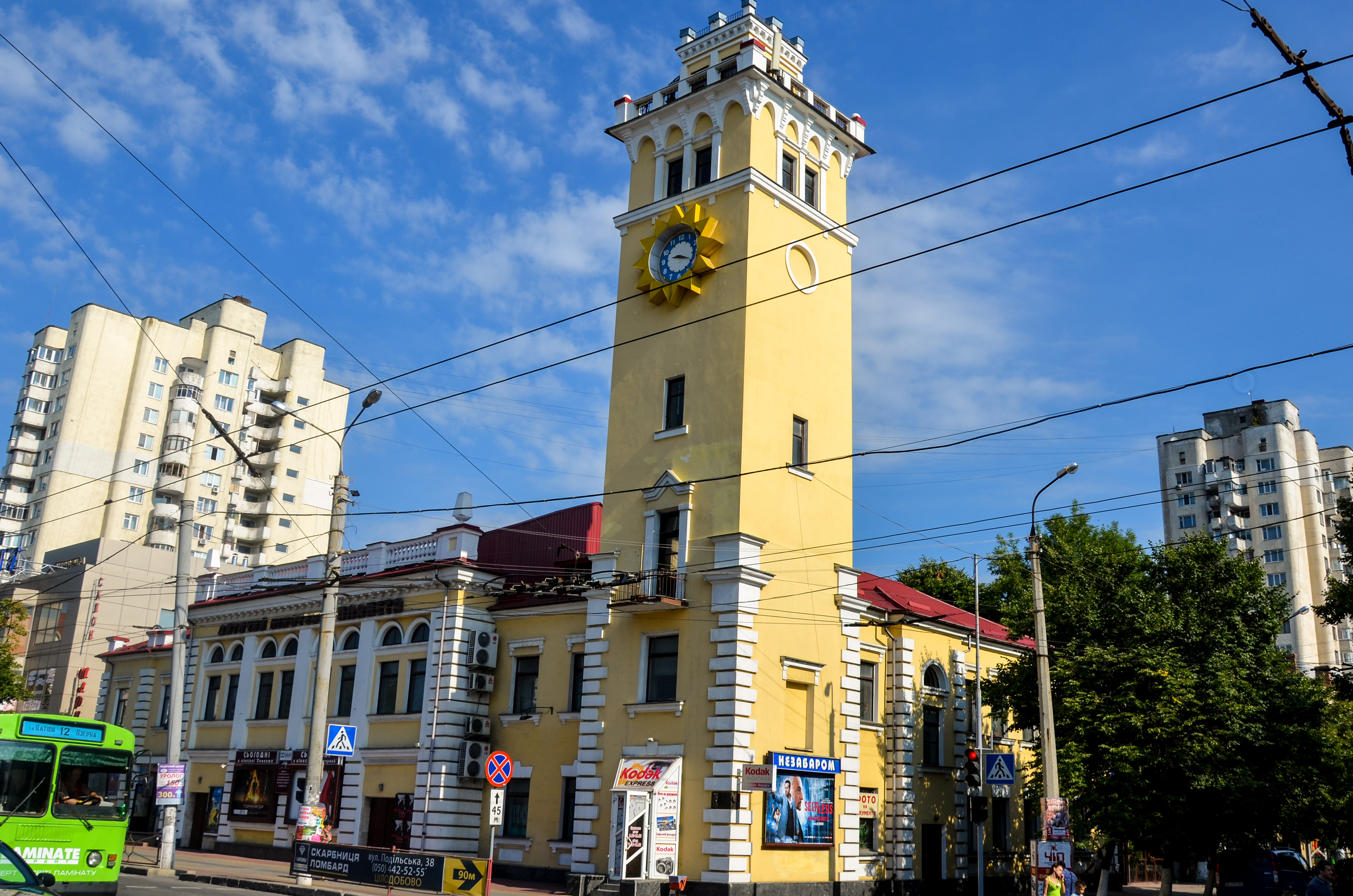
Бывшее пожарное депо – ныне кинотеатр «Планета»
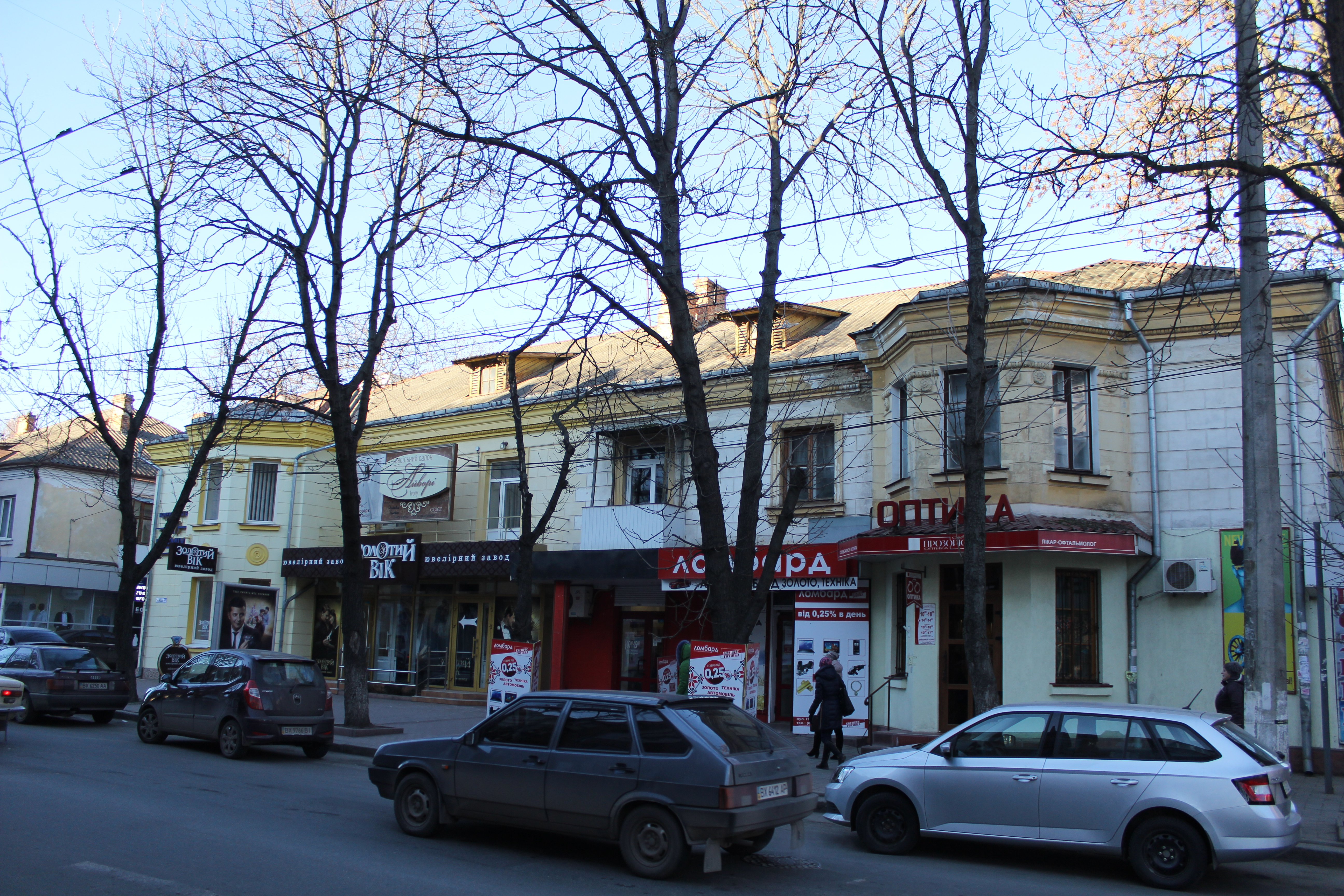
Подольская, 61
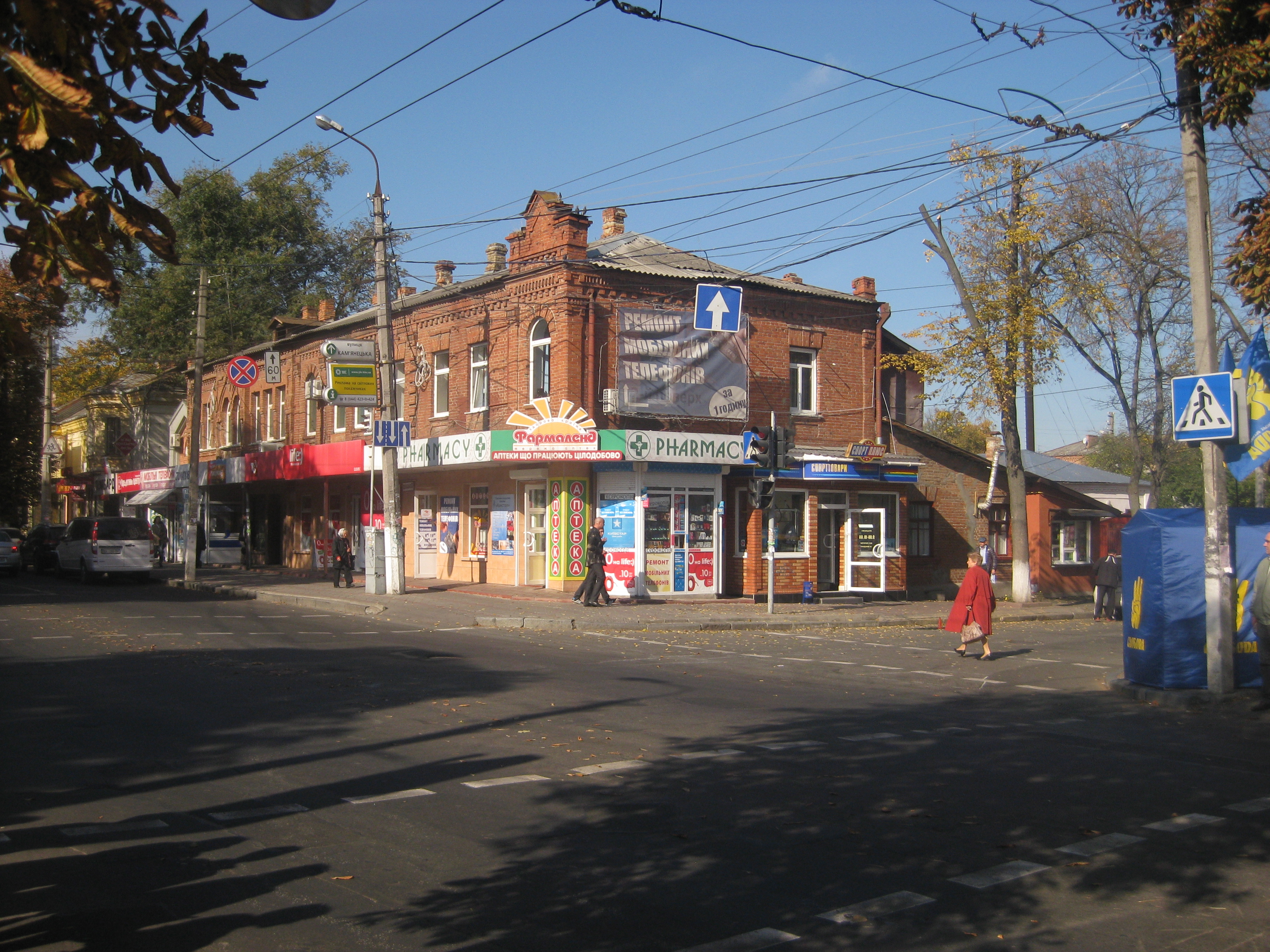
Подольская, 63
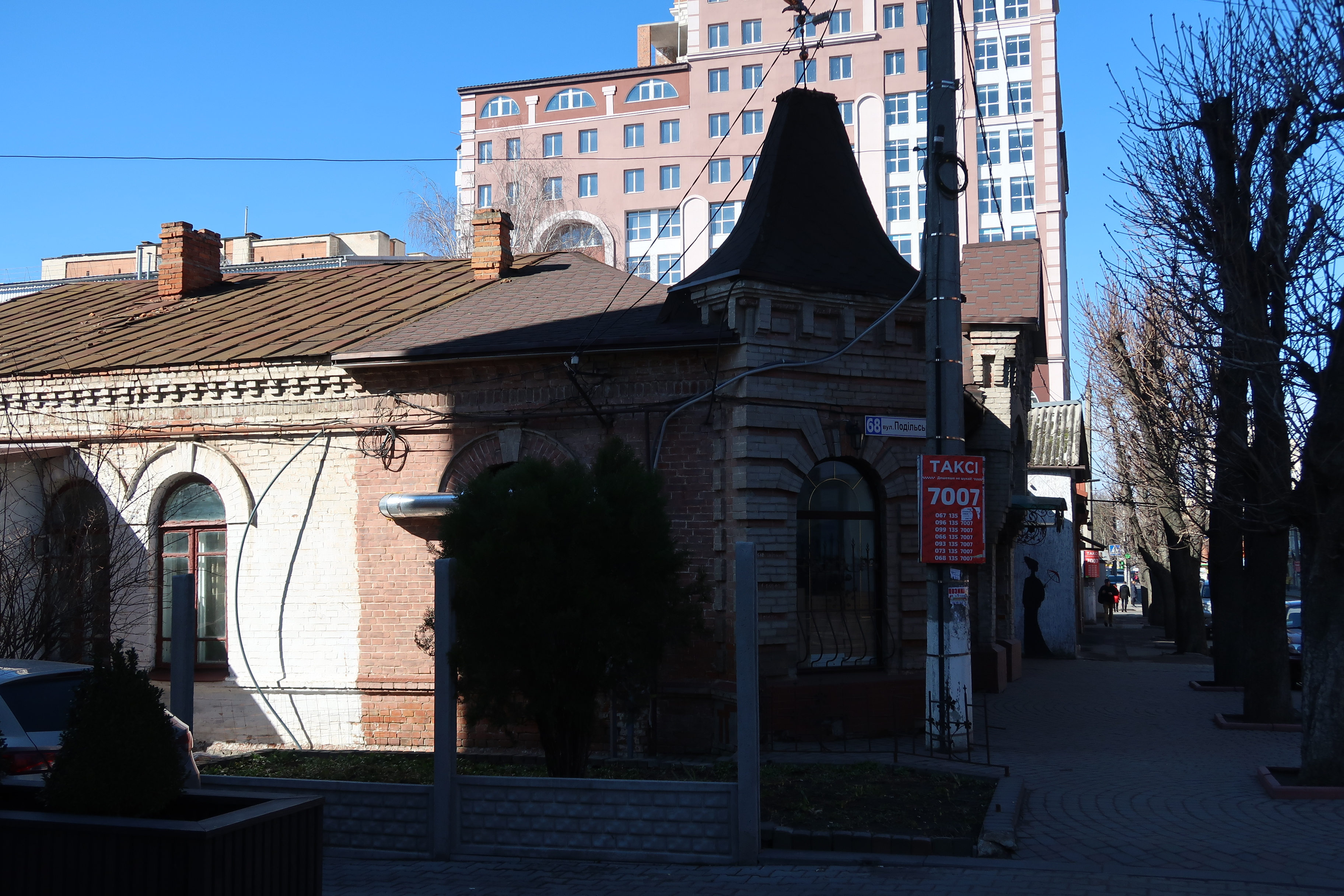
Подольская, 68
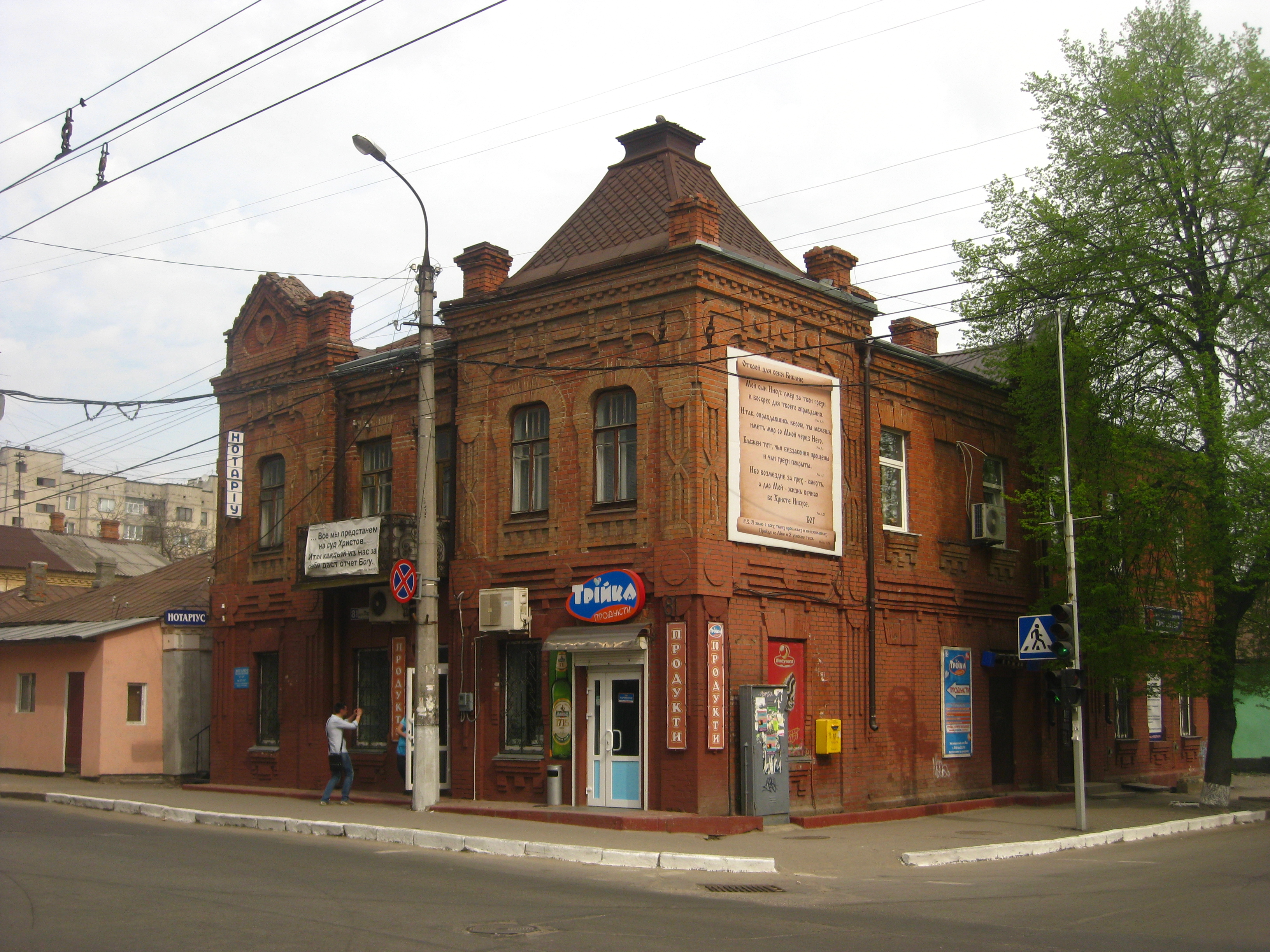
Подольская, 81
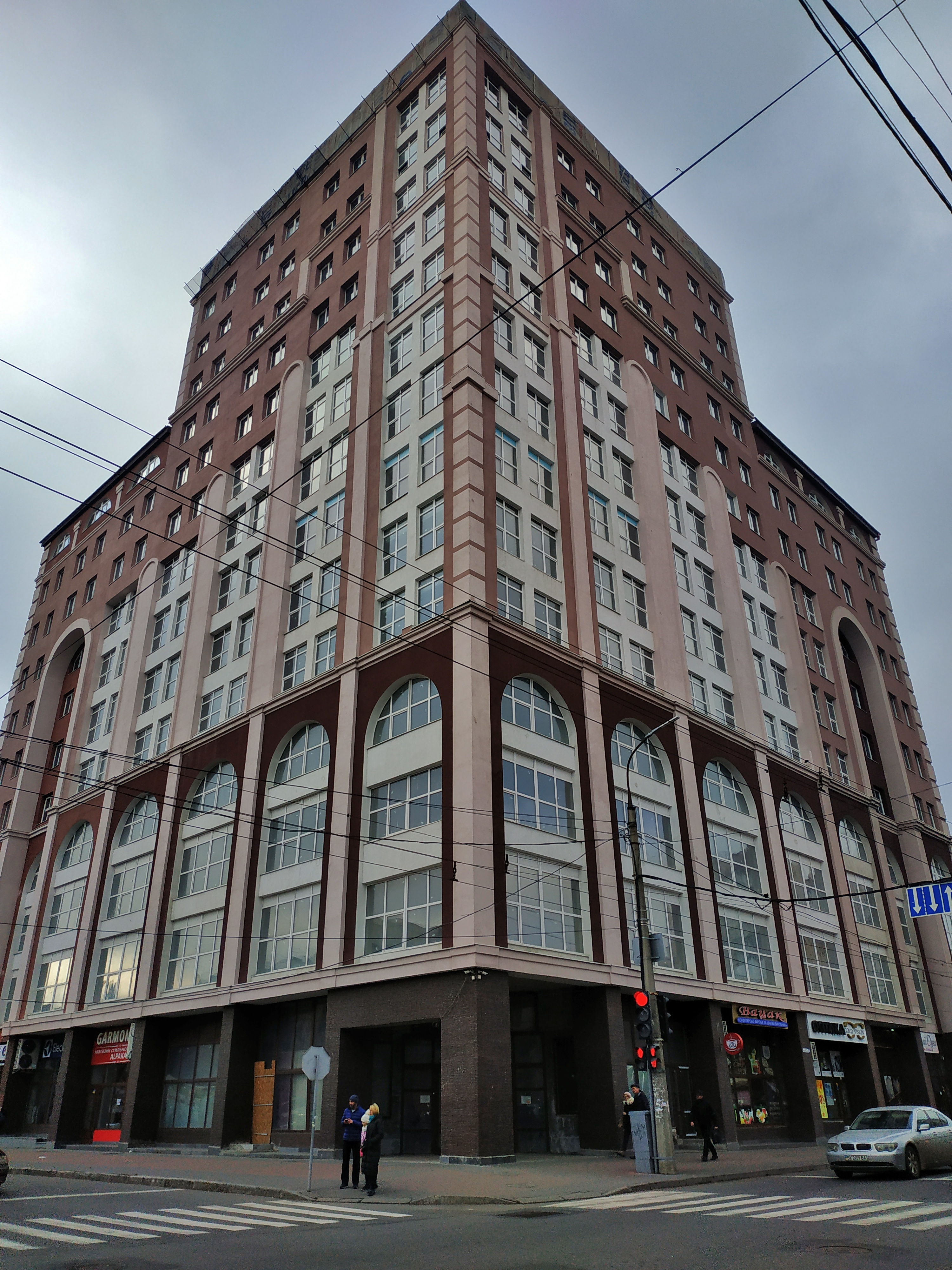
Новостройка